# Ловера, Максимилиано
Максимилиано Альберто Ловера (исп. Maximiliano Alberto Lovera; родился 9 марта 1999, Лагуна-Бланка, провинция Формоса) — аргентинский футболист, нападающий клуба «Олимпиакос».

## Биография
Ловера — воспитанник клуба «Росарио Сентраль». 2 мая 2016 года в матче против «Химнасии Ла-Плата» он дебютировал в аргентинской Примере. 12 декабря в поединке против «Лануса» Максимилиано забил свой первый гол за «Росарио Сентраль». В 2018 году он помог команде завоевать Кубок Аргентины.
В 2019 году Ловера перешёл в греческий «Олимпиакос». В первом же сезоне помог пирейцам оформить золотой дубль. В сезоне 2020/21 провёл всего четыре матча в чемпионате, и в феврале 2021 года был отдан в аренду в «Расинг» (Авельянеда). В конце января 2022 года аргентинец отправился в аренду на полгода в кипрскую «Омонию» (Никосия).

## Достижения
- Обладатель Кубка Аргентины (1): 2017/18
- Чемпион Аргентины (1): 2019/20
- Обладатель Кубка Греции (1): 2019/20